# متسادا (وحدة عسكرية)
وحدة متسادا (بالعبرية: יחידת מצדה ، يحيدت متسَدَا) وحدة إسرائيلية مختارة شكلتها هيئة أركان الجيش الاسرائيلي عام 2003 لتكون واحدةً من خمس وحدات نخبوية في المؤسسة الأمنية والعسكرية الصهيونية إضافة لأربعٍ هي: دورية هيئة الأركان، ووحدة الكوماندوز البحري13، والوحدة المختارة للشرطة، ووحدة مكافحة الإرهاب. كانت سابقا ترتبط برئيس قسم العمليات في سلطة خدمات السجون وبالشرطة الصهيونية، وفق تقرير عن صحيفة «يديعوت احرنوت». والهدف منها الحد كثرة محاولات المس بطواقم حراس السجون.
اختار رئيس قسم العمليات في هيئة الأركان وحدة «متسادا» لقيادة وحدات السيطرة في هيئة الأركان في إطار مشروع سريّ طويل المدى، تضمن تأهيل الوحدات، وتقديم استشارات حول معدات للعمليات أقل فتكا من الأسلحة القاتلة، الأمر الذي تعد «متسادا» خبيرة به.
اُعترف بالوحدة في كانون ثانٍ عام 2006م، بعد دراسة أجرتها ما تعرف بمدرسة مكافحة الإرهاب، وأوساط أخرى في جيش الاحتلال، وحدةَ سيطرةٍ تابعةٍ لقيادة هيئة أركان الجيش.
وحصلت الوحدة على المسؤولية عن السجون العسكرية خصوصاً في مجال إنقاذ الرهائن، ويرى الجيش الصهيوني أن الوحدة ذراع مهم في حل أزمات تعد خبيرة بها.

## نظرة تاريخية
أسست وحدة “متسادا” عام 2003 على أثر نتائج التحقيقات التي قامت بها لجنة أور” (حققت في أحداث استشهدا على إثرها 13 فلسطينيًا عام 2000)، إذ لم يكن لمصلحة السجون وحدة عملية تكتيكية للتعامل مع أحداث الشغب أو حالات احتجاز الرهائن، وحينها كانت تضطر إلى استدعاء وحدات شرطة مثل وحدة اليّمام. وخرجت لجنة “أور” بنتيجة إضافية كانت متعلقة بضرورة إقامة وحدة متخصصة بالأسلحة غير الفتاكة، وتم تعريفها كوحدة سيطرة هدفها الاستجابة لحالات الطوارئ القصوى في جميع السجون عند احتجاز رهائن و”أعمال شغب” أخرى، أو عند عمليات التفتيش الموسعة في خلايا الأسرى.

## الهيكلية
تقسم الوحدة إلى سريتين رئيستين ومجلس حربي، وتتضمن أشخاصاً مسؤولين عن إجراء مفاوضات معمقة، كما يحاولون مع رجال الشرطة حلَّ حالات عنف بأساليب غير عنيفة. وغالبية أفرادها هم أعضاء دائمين من وحدات النخبة في الجيش الإسرائيلي.

## العمليات واساليب العمل
شارك أفراد «متسادا» بمئات من العمليات داخل السجون، كما ساعدوا شرطة الاحتلال في إلقاء القبض على «مطلوبين»، وساعدوا أيضا بالسيطرة على سفينة مرمرة التركية.
ويستخدمون في «متسادا» مثل باقي الوحدات المختارة «الإسرائيلية» الكلاب، في عمليات السيطرة على «اضطرابات» في غرف السجون أو في حالات التهديد بسلاح أبيض.
وكشف النقاب عن تزويد الكلاب بأداة خاصة، إذ توضع على أفواهها صواعق كهربائية يشرف الجندي على تشغيلها عن بعد وبواسطها يستطيع صعق أسير عن بعد.
وتزود الوحدة بذراع (تسمى قرود)، وهم عبارة عن جنود يتم إنزالهم من ارتفاعات عالية، ويستطيعون الدخول إلى الغرف عبر الأسطح والنوافذ والدخول عبر قضبان المسافات بينها ضيقة، وتعدّ هذه عمليات معقدة.
ويتم تدريب افرادها على مجموعة متنوعة من الأسلحة والبنادق الهجومية والمسدسات والأسلحة غير الفتاكة، ويتم التشديد على تدريب الاشتباك القريب، حيث يصبح محاربي الوحدة بمثابة الخبراء في هذا المجال.